# Riccardo Bonometti
Riccardo Bonometti (Brescia, 3 aprile 1910 – Brescia, 15 gennaio 1981) è stato un calciatore italiano, di ruolo difensore.

## Carriera
Ha giocato in massima serie con la maglia del Brescia. Con le rondinelle ha esordito a Roma il 7 ottobre 1928 nella vittoriosa trasferta Lazio-Brescia (0-1), nell'ultimo Campionato che anticipava la nascita della nuova Serie A. In tutto con il Brescia Riccardo ha disputato 63 partite. Successivamente ha militato in varie squadre, tra le quali l'Atalanta, il Bari, il Cosenza e la Cremonese.

## Palmarès

### Club

#### Competizioni nazionali
- Serie B: 1

Bari: 1934-1935